# Sha He (vattendrag i Kina, Jilin)
Sha He är ett vattendrag i Kina. Det ligger i provinsen Jilin, i den nordöstra delen av landet, omkring 250 kilometer öster om provinshuvudstaden Changchun.
Genomsnittlig årsnederbörd är 919 millimeter. Den regnigaste månaden är juli, med i genomsnitt 211 mm nederbörd, och den torraste är januari, med 6 mm nederbörd.